# 黄燕明
黄燕明（1955年1月—），北京人，汉族，中华人民共和国政治人物，中国共产党党员、第十一届全国人民代表大会吉林地区代表。
毕业于中央党校政治学专业。2008年，担任全国人大常委会委员、全国人大华侨委员会委员，中共吉林省委常委、组织部部长。2008年10月17日，中国工会十五大在北京开幕，大会选举他出任主席团委员。2013年1月黄燕明当选吉林省政协主席。